# 송이창
송이창(宋爾昌, 1561년 ~ 1627년 5월)은 조선 중기의 문신, 학자이다. 본관은 은진(恩津)이다. 자는 여복(福汝), 호는 청좌와(淸坐窩), 일의(一癡), 읍호(挹灝) 등이다.
송응서의 아들로 동춘당 송준길의 아버지이자 송시열의 12촌 족조부 뻘이 된다. 그러나 외가로는 송시열의 종이모부가 되기도 한다. 아들 송준길과 우암 송시열이 그의 문인이다. 인현왕후의 외증조부가 된다.
영천군수를 거쳐 안동진관병마동첨절제사에 이르렀다. 1613년 신령현감을 지내던 중 칠서지옥의 주모자 서양갑의 처남이라는 이유로 파직되었다. 이후 고향 회덕에서 생을 마감했다.
사후인 1659년(효종 10년) 3월 아들 송준길의 영귀로 증 가선대부 이조참판 겸 동지의금부사 오위도총부부총관에 증직되고, 그해 11월에는 자헌대부 이조판서 겸 지의금부사 오위도총부도총관으로 가증되었다.

## 가족 관계
남인인 우복 정경세와 사돈간이었고, 부인은 사계 김장생의 숙부 김은휘의 딸이다.
- 할아버지 : 송세영(宋世英)
  - 아버지 : 송응서(宋應瑞)
  - 어머니 : 이윤경(李潤慶)의 딸
    - 부인 : 광산김씨, 김은휘(金殷輝)의 딸
      - 아들 : 송준길(宋浚吉)
      - 자부 : 김씨(金氏)
      - 자부 : 정경세(鄭經世)의 딸, 진주 정씨
        - 손자 : 송광식(宋光栻)
        - 손녀 : 민유중(閔維重)에게 출가

## 참고 자료
- 송이창 - 한국학중앙연구원

## 같이 보기
- 김장생
- 송시열
- 송준길
- 윤선거
- 윤휴
- 윤증
- 윤추
- 윤선도
- 허목
- 김집
- 김계휘
- 김익훈
- 송갑조